# Ahalcaná
Ahalcaná era uno de los Señores de Xibalbá (inframundo maya). Otros nombres con los que se le conoce son: Ahalganá, Ahalganal, El que hace la aguadija, Hacedor de ictericia.
Junto con Ahalpú se encargaba de hacer que los hombres padecieran hinchazones muy dolorosas, les ocasionaba supuración en las piernas y les teñía de amarillo la cara.